# Tóth Zoltán (zenész, 1967)
Tóth  Zoltán (Pécs, 1967. október 23. –) magyar dobos. Becenevei: Csülök, Csüli.

## Életpályája
1996 előtt különböző alternatív zenekarokban dobolt, például a Millenniumi Földalatti Vasútvonal és a Coda együttesben is megfordult. 1996 és 2002 között a Kispál és a Borz zenekar dobosa volt, majd a Neofolk tagja lett; jelenleg a Peet nevű együttesben játszik.
2021-től Rudán Joe zenekarának tagja.